# Rio Turvo (São Paulo)

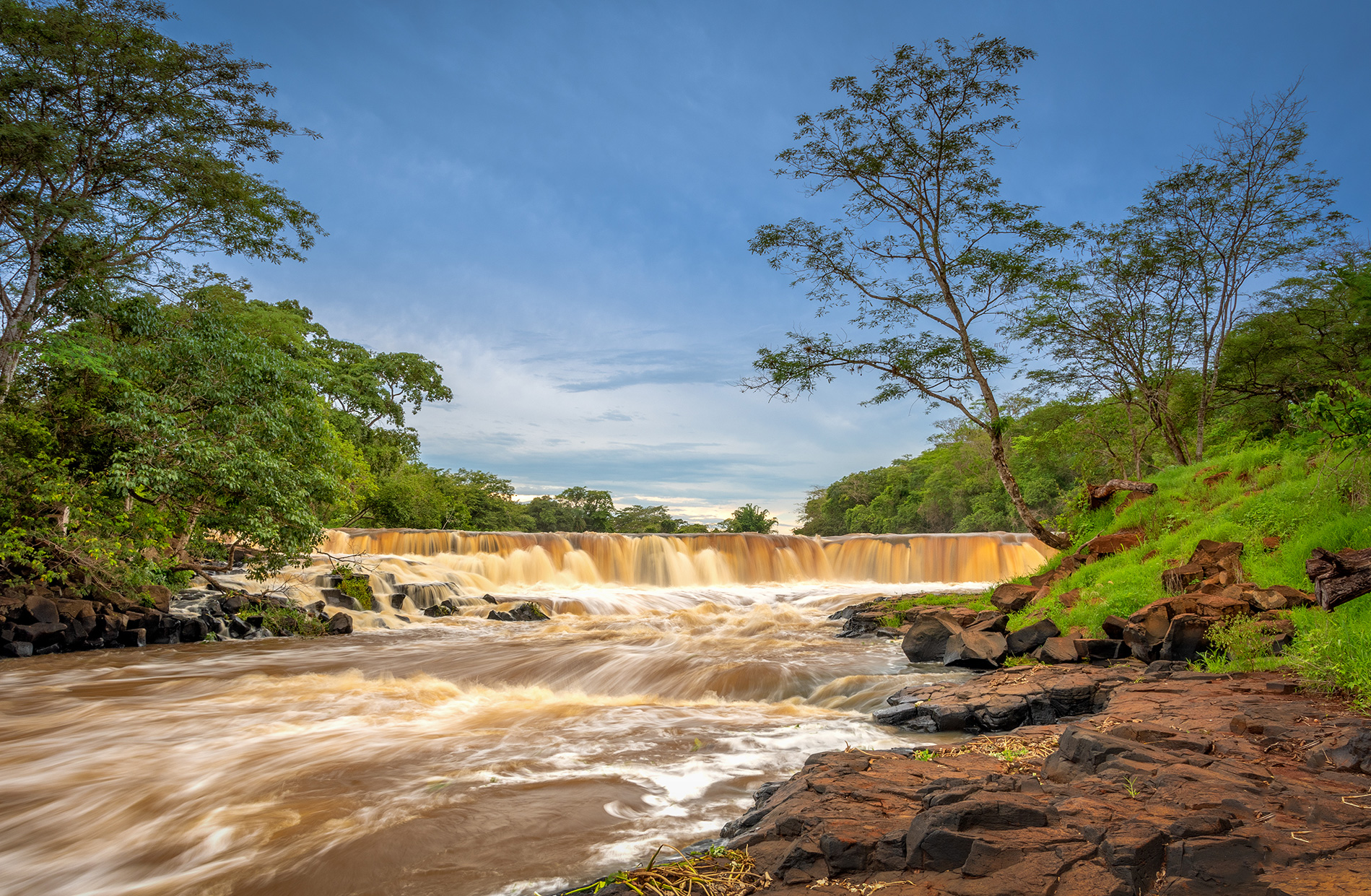

O rio Turvo é um rio brasileiro do estado de São Paulo. O rio Turvo passou a ser homenageado, em lei, sendo o seu dia comemorado em 21 de março.

## Bacia
- Pertence a bacia do rio Grande.

### Nascente
Nasce em áreas urbanas do município de Monte Alto, sendo que existem duas nascentes, distantes cerca de 700 m uma da outra: 21°16'07.3"S 48°31'00.9"W, a mais distante da foz, dentro de propriedade da Fugini Alimentos, e que origina a represa conhecida como "açude Cestari" e a 21°15'34.2"S 48°31'09.0"W, que origina a represa conhecida como "açude CICA". 

### Percurso
Segue em direção norte do estado de São Paulo, em Taiaçu desvia-se para noroeste (300º) segue mais ou menos paralelo a rodovia SP-322 até o seu desague.

### Municípios banhados pelo rio
Passa pelos municípios de: Monte Alto, Taiaçu, Taiúva, Pirangi, Bebedouro, Paraíso, Monte Azul Paulista, Embaúba, Cajobi, Tabapuã, Olímpia, Guapiaçu, Onda Verde, Nova Granada, Icém, Palestina,  Espírito Santo do Turvo, Orindiúva, Pontes Gestal, Paulo de Faria, Riolândia e Cardoso.

### Afluentes
- Margem sul:
  - Rio da Onça
  - Rio Tabarana
  - Rio Preto
  - Rio São Domingos
  - Ribeirão Mata Negra
  - Ribeirão Palmeiras
  - Ribeirão Claro
  - Ribeirão Modesto
- Margem norte:
  - Rio da Cachoeirinha

### Final
Em Cardoso se torna afluente do rio Grande na localização geográfica, latitude 19º56'59" Sul e longitude 49º55'06" Oeste.

### Extensão
Percorre neste trajeto uma distância de mais ou menos 267 quilômetros ou 210 em linha reta.

## Homônimos
Há três homônimos (três rios com o mesmo nome: rio Turvo), em São Paulo: Rio Turvo (Agudos - Ourinhos, SP), Rio Turvo (Cajati - Barra do Turvo, SP) e Rio Turvo (Piedade - Pilar do Sul, SP).